# Jaboticabal (kommun)
Jaboticabal är en kommun i Brasilien.   Den ligger i delstaten São Paulo, i den sydöstra delen av landet, 600 km söder om huvudstaden Brasília. Antalet invånare är 71 667.
Följande samhällen finns i Jaboticabal:
- Jaboticabal

Trakten runt Jaboticabal består till största delen av jordbruksmark. Runt Jaboticabal är det ganska tätbefolkat, med 65 invånare per kvadratkilometer.